# Volea-Starîțka, Iavoriv
Volea-Starîțka (în ucraineană Воля-Старицька) este un sat în comuna Starîci din raionul Iavoriv, regiunea Liov, Ucraina.

## Demografie
Componența lingvistică a localității Volea-Starîțka
     Ucraineană (100%)
Conform recensământului din 2001, toată populația localității Volea-Starîțka era vorbitoare de ucraineană (100%).